# Ramin Karimloo
Ramin Karimloo (în persană رامین کریملو; n. 19 septembrie 1978, Teheran, Iran) este un actor și interpret de origine Iraniano-canadiană, recunoscut în special pentru activitatea sa în West End, Londra. El a jucat rolurile principale masculine în cele mai longevive musicaluri din West End: Fantoma (the Phantom) și Raoul, Viconte de Chagny (Raoul, Vicomte de Chagny) în "Fantoma de la Operă " (The Phantom of the Opera), și pe Jean Valjean, Enjolras și Marius Pontmercy în "Mizerabilii " (Les Misérables). Karimloo de asemenea "a dat origine" rolurilor Gleb în "Anastasia "(Anastasia) și Fantomei în muzicalul lui Andrew Lloyd Webber, "Iubirea nu moare niciodată " (Love Never Dies), ce continuă celebra poveste a "Fantomei de la Operă ".
Ramin Karimloo și-a făcut debutul pe Broadway ca Jean Valjean în relansarea din 2014 a producției Mizerabilii (Les Misérables), pentru care a primit un premiu Tony pentru Cel mai bun actor într-o nominalizare de muzical .[1][2]

## Tinerețea
La vârsta de doisprezece ani,pe când trăia în Canada, Karimloo a decis să devină interpret. Inspirația sa a fost Colm Wilkinson, care la timpul respectiv era în turul din Fantoma de la Operă" ("The Phantom of the Opera"). La început, Ramin nu a vrut să vadă muzicalul, ci un joc de hockey în schimb, muzicalul fiind pentru o excursie cu clasa. Ramin s-a îndrăgostit de "Fantomă" și a știut că va interpreta până când va primi rolul principal. Acesta s-a mutat din Richmond Hill la Peterborough și a urmat cursurile la Alexander Mackenzie High School. După ce a abandonat școala la 18 ani, și-a început cariera de interpret în trupe rock, croaziere, și diferite proiecte teatrale înainte de a se muta pentru a interpreta în companii teatrale pentru Airtours și P&O Cruises.

## Carieră
După mutarea în Marea Britanie, primul său rol a fost într-o pantomimă inspirată din  Aladdin în Chatham, în care a jucat rolul principal. După această perioadă,el s-a alăturat turului național din Marea Britanie al The Pirates of Penzance  jucând rolul unui ofițer de poliție,precum și devenind dublura „Regelui Pirat”( Pirate King ) în 2001. Ramin a preluat rolul „Regelui Pirat”( Pirate King) în 2002 în Bath, England.
În 2002, s-a alăturat turului național al Sunset Boulevard, jucându-l pe Artie Green și „acoperind”rolul lui Joe Gillis.
Karimloo și-a făcut debutul pe West End în „Mizerabilii „(Les Miserables); jucându-l pe Feuilly și fiind dublura pentru rolurile Marius Pontmercy și Enjolras.
În 2003, Karimloo a primit unul dintre rolurile principale, Raoul Viconte de Chagny, în „Fantoma de la Operă „(The Phantom of the Opera). Ultima sa interpretare dintr-un matinee a fost filmată pentru folosirea în opțiunea „ behind-the-scenes” de pe  DVD lui Joel Schumacher din „Fantoma de la Operă (2004)”(The Phantom of the Opera), un film în care acesta a și apărut, într-un rol „cameo” ca și Gustave Daaé, tatăl Christinei Daaé.
Pe parcursul acestei perioade, Karimloo a apărut de asemenea în două concerte din „Mizerabilii”(Les Misérables), (ca și Marius Pontmercy), și într-unul din „Iisus Hristos Superstar” (Jesus Christ Superstar), (ca și Simon Zealotes, și ca și cântăreț în "Superstar"), de asemenea fiind implicat și în câteva ateliere de teatru. 
În 2004, a revenit în „Mizerabilii”( Les Misérables), de data aceasta primind rolul lui Enjolras. În acea Decembrie, el a apărut într-un concert din „Mizerabilii”( Les Misérables) la Windsor Castle, în onoarea președintelui Franței, Jacques Chirac. Extrase din acest concert au fost prezentate în „Duminica Paștelui”(Easter Sunday) din 2005, într-un documentar „behind-the-scenes” despre Castelul Windsor.
În Iunie 2005, Karimloo s-a alăturat turului național din Marea Britanie al Miss Saigon, jucând rolul lui Christopher Scott. 
Ramin a apărut în producția West End a „Fantomei de la Operă”( The Phantom of the Opera),de această dată ca și "Fantoma", începând din Septembrie 2007. El a adus o nouă interpretare asupra rolului și o vitalitate ce a fost recunoscută de fanii spectacolului și care i-a câștigat o nominalizare la  Theatregoers' Choice Award pentru Cel mai bun actor într-un rol Take Over.
Karimloo a lansat de asemenea un EP, Within the Six Square Inch, în care a cântat împreună cu Hadley Fraser și Sophia Ragavelas, alături de care a mai jucat în „Mizerabilii”(Les Misérables) (ca Marius Pontmercy și Éponine Thenardier).
În Iulie 2008,i s-a propus să ia parte la Sydmonton Festival și a fost primul actor care a jucat „Fantoma” în prima prezentare a Love Never Dies. Era primul act al continuării  „Fantomei de la Operă „(The Phantom of the Opera). A fost confirmat faptul că el va interpreta rolul „Fantomei” alături de  Sierra Boggess la timpul în care continuarea a fost inaugurată în Londra, Anglia în Martie 2010.
În 2008, el a înregistrat cântecul „Îmi doresc doar pentru tine”("I Only Wish for You") alături de Shona Lindsay și de Dianne Pilkington pentru albumul „Cântece din muzicaluri de Alexander  S. Bermange”(Songs from the Musicals of Alexander S. Bermange),un album ce conținea 20 de înregistrări noi realizate de 26 de staruri West End, apărut în Noiembrie 2008 la Dress Circle Records.
În 2009,i-a fost propus să ia parte la înregistrarea unui nou album muzical numit „Pasăre albastră”( Bluebird), de Gareth Peter Dicks. Bluebird este un muzical dramatic din perioada celui de al Doilea Război Mondial, în care Karimloo a interpretat un militar american, Ben Breagan. El a jucat alături de alte staruri din West End. Albumul ce conține 24 de melodii a fost lansat în 4 țări în Septembrie 2009.
Ultima apariție a lui Karimloo în „Fantoma de la Operă”( The Phantom of the Opera) a avut loc pe 7 noiembrie 2009. Ramin a urmat să joace „Fantoma” în continuarea lui Andrew Lloyd Webber, „Iubirea nu moare niciodată”(Love Never Dies), împreună cu  Sierra Boggess, acesta interpretând rolul până la închiderea muzicalului din 27 august 2011.
Pe 3 octombrie 2010, Karimloo a interpretat rolul lui Enjolras în concertul aniversar de 25 ani al producției „Mizerabilii”( Les Misérables) la  The O2 Arena în Londra.
În 2011, acesta a interpretat melodia lui Andrew Lloyd Webber, „Muzica nopții”("Music of the Night") din „Fantoma de la Operă” (The Phantom of the Opera) la Concursul Miss World, care a avut loc în Londra. Între 1 și 2 octombrie 2011, a jucat „Fantoma” pentru trei reprezentări alături de partenera sa din „Iubirea nu moare niciodată”( Love Never Dies), Sierra Boggess ca și Christine Daaé în producția aniversară de 25 de ani a „Fantomei de la Operă”( The Phantom of the Opera at the Royal Albert Hall), ce a fost transmisă live în sălile de cinema din toată lumea.
Din 29 noiembrie 2011 până pe 31 martie 2012, Karimloo s-a întors la „Mizerabilii”( Les Misérables) pentru a juca rolul principal, Jean Valjean, la  The Queen's Theatre, în Londra, pentru care a câștigat ediția din 2013 a Theatregoers' Choice Award pentru Best Takeover in a Role.
În 2011, Karimloo a avut o apariție în cadru de oaspete în comedia lui Warwick Davis,BBC2 „Viața e prea scurtă”(Life's Too Short) ca și un scientologist. El a avut de asemenea și un rol recurent în The Spa (TV series)difuzat pe Sky în Regatul Unit.